# Omszała Turnia

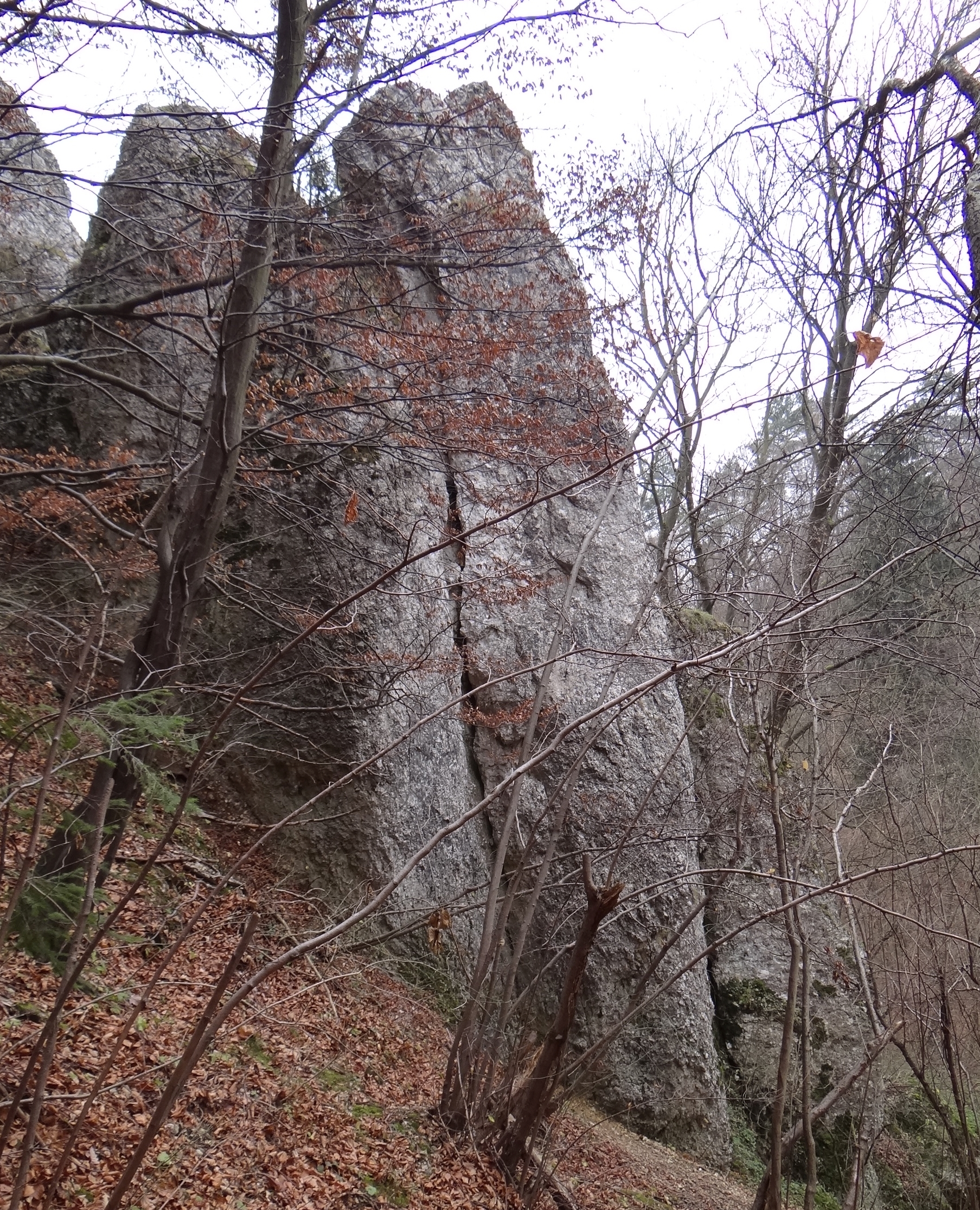

Omszała Turnia – turnia na Wzgórzu Dumań w Dolinie Kobylańskiej na Wyżynie Olkuskiej, w miejscowości Karniowice, w gminie Zabierzów, powiecie krakowskim, województwie małopolskim. Znajduje się w górnej, północnej części orograficznie lewych zboczy doliny.
Zbudowana jest z wapienia i ma wysokość 12–16 m. Znajduje się w dolnej części zbocza i jest widoczna ze ścieżki wiodącej dnem doliny. Jej zachodnia i północno-zachodnia ściana są obiektem wspinaczki skalnej. Wspinacze zaliczają Omszałą Turnię do Grupy nad Źródełkiem. Poprowadzili na niej 7 dróg wspinaczkowych o trudności od IV do 6.3+ w skali Kurtyki. Trzy z nich mają zamontowane stałe punkty asekuracyjne: ringi (r)i ring zjazdowy (rz).

## Drogi wspinaczkowe
Omszała Turnia I
1. Nie no stary, klama; VI.2, 3r + rz, 10 m
2. Małpia rysa; IV, 16 m
3. Dajesz stary no co ty; VI.3+, 8r + rz, 16 m
4. Cygaro; VI+, 7r + rz, 16 m

Omszała Turnia II
1. Małpia rysa; IV, 16 m
2. Środkowa rysa; V-, 16 m
3. Prawa rysa; IV, 16 m